# Piccoli fragilissimi film
Piccoli fragilissimi film è il primo album solista di Paolo Benvegnù, pubblicato nel febbraio 2004 per la Stoutmusic/Santeria.
L'11 ottobre 2024 esce una versione Reloaded del disco, per Woodworm Label.

## Descrizione
Si tratta del primo album solista di Paolo Benvegnù dopo lo scioglimento degli Scisma, di cui era cantante e chitarrista. In questo album Benvegnù racconta le proprie sofferenze passate, i brani sono molto più tranquilli e introspettivi rispetto al periodo con gli Scisma e sono per la maggior parte accompagnati dal pianoforte. Hanno collaborato i musicisti Andrea Franchi, Massimo Fantoni, Fabrizio Orrigo e Gionni Dall'Orto.. Massimo Fantoni e Fabrizio Orrigo, rispettivamente chitarrista e pianista della formazione, hanno contribuito insieme ad Andrea Franchi all'arrangiamento e alla composizione di alcuni brani dell'album, entrambi provenivano dagli Otto'P'Notri, band con la quale Benvegnù aveva collaborato prima di iniziare la sua avventura solista e per i quali aveva prodotto il secondo album intitolato "Senza pelle". Tra gli arrangiatori di "Piccoli fragilissimi film" c'è anche il nome di Matteo Buzzanca, che per l'occasione arrangia un solo brano dell'album ovvero "il mare verticale". Piccoli fragilissimi film è quindi un album composto a più mani, dove Massimo Fantoni insieme ad Andrea Franchi scrive e arrangia insieme a Benvegnù alcune tracce come Cerchi nell'acqua, Il sentimento delle cose, Suggestionabili, Catherine
Il disco è frutto della collaborazione tra le label toscane Stoutmusic e Santeria, mentre la distribuzione è esclusiva di Audioglobe. L'album è stato registrato presso il DDR Studio, struttura costruita qualche mese prima a Prato e mixato al Groove Factory di Bologna.
L'album è stato anticipato dal singolo Suggestionabili, contenente 3 tracce: la title track, di cui è stato realizzato un video diretto da Simone Manetti e gli inediti Giornalismo e Molto Lontano. L'album viene presentato dall'ufficio stampa Audioglobe che ne cura la distribuzione, come il progetto collettivo di un ensemble: L'ensemble, nato inizialmente come cellula anarco-insurrezionalista e poi trasformatasi in Ipersensibilista, fa capo a Firenze e Paolo Benvegnù, Gionni Dall'orto, Massimo Fantoni, Andrea Franchi, Fabrizio Orrigo ne sono gli esponenti principali. In alcune interviste lo stesso Paolo Benvegnù conferma lo spirito collettivo del progetto: Ho capito tante cose lavorando con Massimo Fantoni e Fabrizio Orrigo, mi hanno fatto venir voglia di incidere un nuovo album
Il disco viene apprezzato dagli appassionati del panorama musicale indipendente italiano e riceve ottimi riscontri anche dalla critica, che pubblica recensioni entusiastiche e che lo colloca tra i migliori dischi dell'anno.
Segna una svolta nella musica di Benvegnù, che si lascia alle spalle le sperimentazioni e le incursioni in altri generi per una proposta scarna ed intimista, un cantautorato estremamente raffinato.
Il tour promozionale, che conta oltre 150 date, vince il premio del Meeting delle Etichette Indipendenti come "Miglior tour 2004" e si conclude a Firenze nell'ottobre 2005.
Una interpretazione di È solo un sogno cantata da Irene Grandi è inclusa nell'album Prima di partire, pubblicato nel 2003 come pure una versione dello stesso brano con l'accompagnamento del solo pianoforte di Stefano Bollani, inserita nel singolo Prima di partire per un lungo viaggio. Il mare verticale è stata reinterpretata da Marina Rei e da Giusy Ferreri e inserita nei rispettivi album Musa e Fotografie, pubblicati entrambi nel 2009. Mina ha invece cantato il brano Io e te e lo ha inserito nel suo disco Caramella, pubblicato nel maggio 2010.

## Tracce
1. Il mare verticale – 5:34
2. Cerchi nell'acqua – 4:47
3. Io e te – 4:50
4. Il sentimento delle cose – 4:48
5. Fiamme – 4:31
6. Suggestionabili – 3:20
7. Brucio – 6:15
8. È solo un sogno – 4:21
9. Only for You – 3:12
10. Quando passa lei – 4:37
11. Catherine – 7:47

## Formazione
- Paolo Benvegnù (voce, chitarra)
- Fabrizio Orrigo (pianoforte)
- Massimo Fantoni (chitarra)
- Gionni Dall'Orto (basso)
- Andrea Franchi (batteria)[13]